# Ирдана-бий
Абдулкаюмхан или Ирдана-бий (1720—1762), годы правления 1751—1752 и 1753-1762, пятый правитель из узбекской династии Мингов в Кокандском ханстве.

## Политическая деятельность
После смерти Абдукарим-бия в 1750 году власть в Кокандском ханстве перешла к его сыну Абдурахман-бию и после 10 месяцев трон перешел его племяннику — Ирдана-бию ибн Абдурахимбий. Начало его правления характеризуется обострившейся борьбой за власть между представителями мингов. В 1752 году власть в стране временно захватил его брат Бобобек, который правил всего десять месяцев.
В 1753 году Ирдана-бий вновь воссел на кокандский престол.
Ирдана-бий вел активную политику по расширению Кокандского ханства. В союзе с правителем Бухарского ханства Мухаммад Рахим-ханом (1756—1758) он совершил поход на узбекское племя юз. Мухаммад Рахим-хан считался его названным отцом..
В 1758 году Ирдана-бий присоединил к государству Ура-тюбе.

## Внешняя политика
В 1762 году возникла опасность захвата страны Цинской империей. Ирдана-бию удалось создать антицинскую коалицию, в состав которой вошёл и основатель афганского государства Ахмад-Шах Дуррани (1747—1768). Этот союз сорвал попытку порабощения Средней Азии Цинской империей.
Ирдана-бий не оставил наследников. У него было пять дочерей.

## Смерть
После смерти Ирдана-бия в 1762 году правителем государства был объявлен Сулейман-бек, который процарствовал всего несколько месяцев. После этого власть перешла в руки внука Абдукарим-бия Нарбута-бий.